# Oryctini

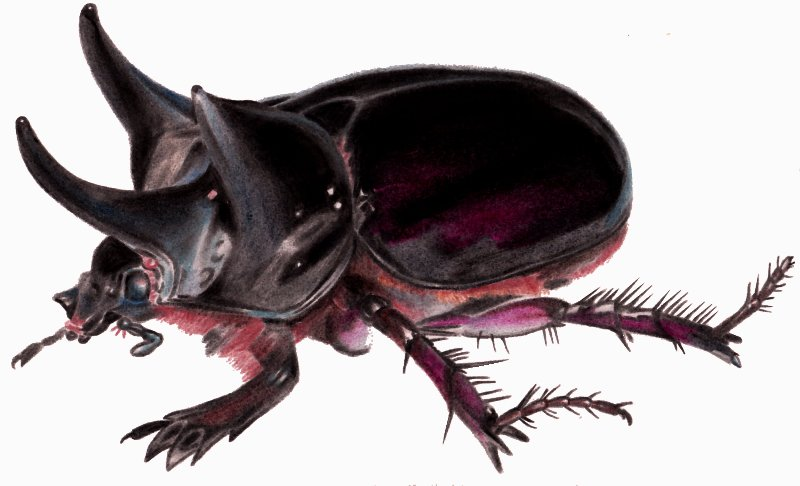
Samiec Strategus antaeus

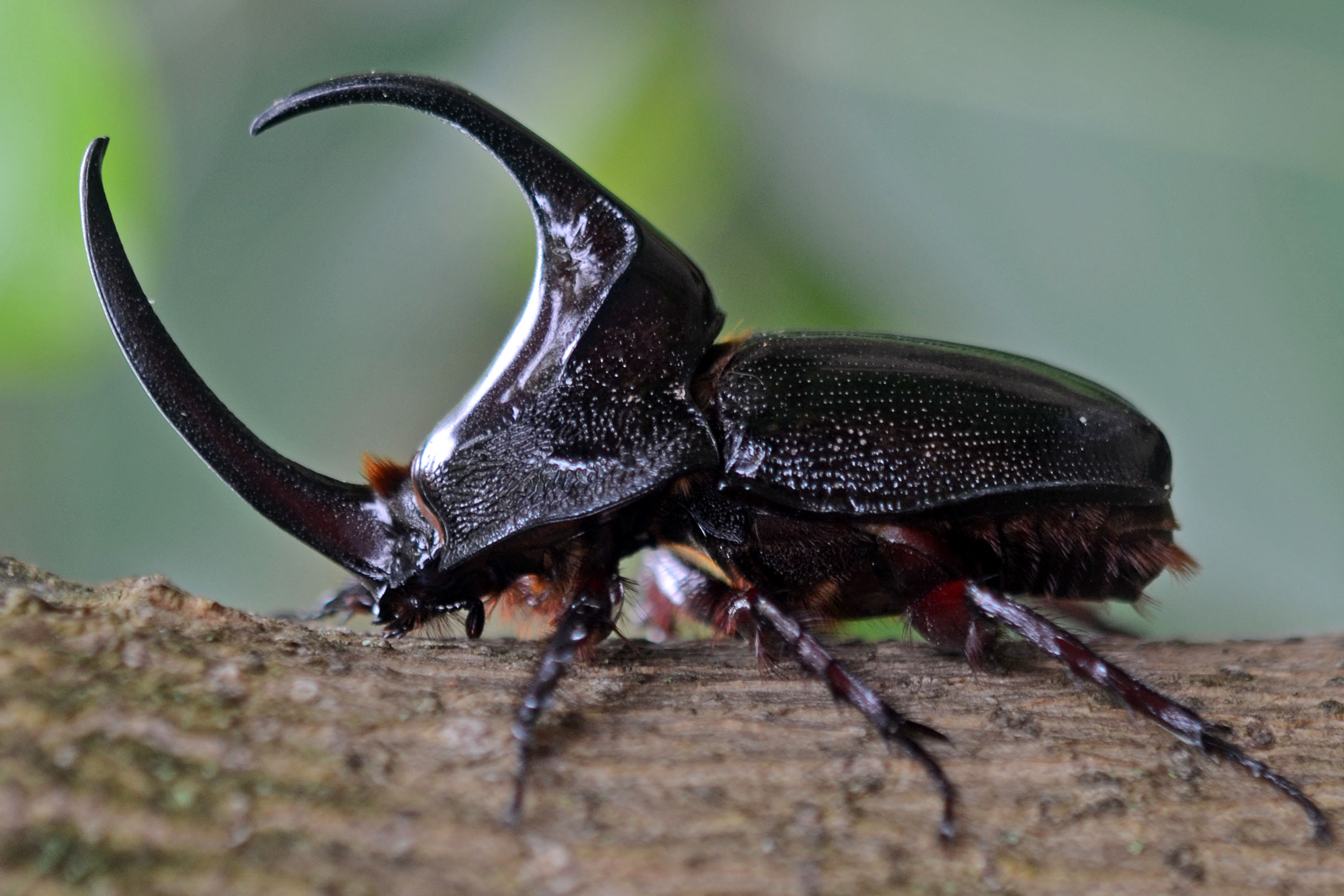
Samiec Enema pan

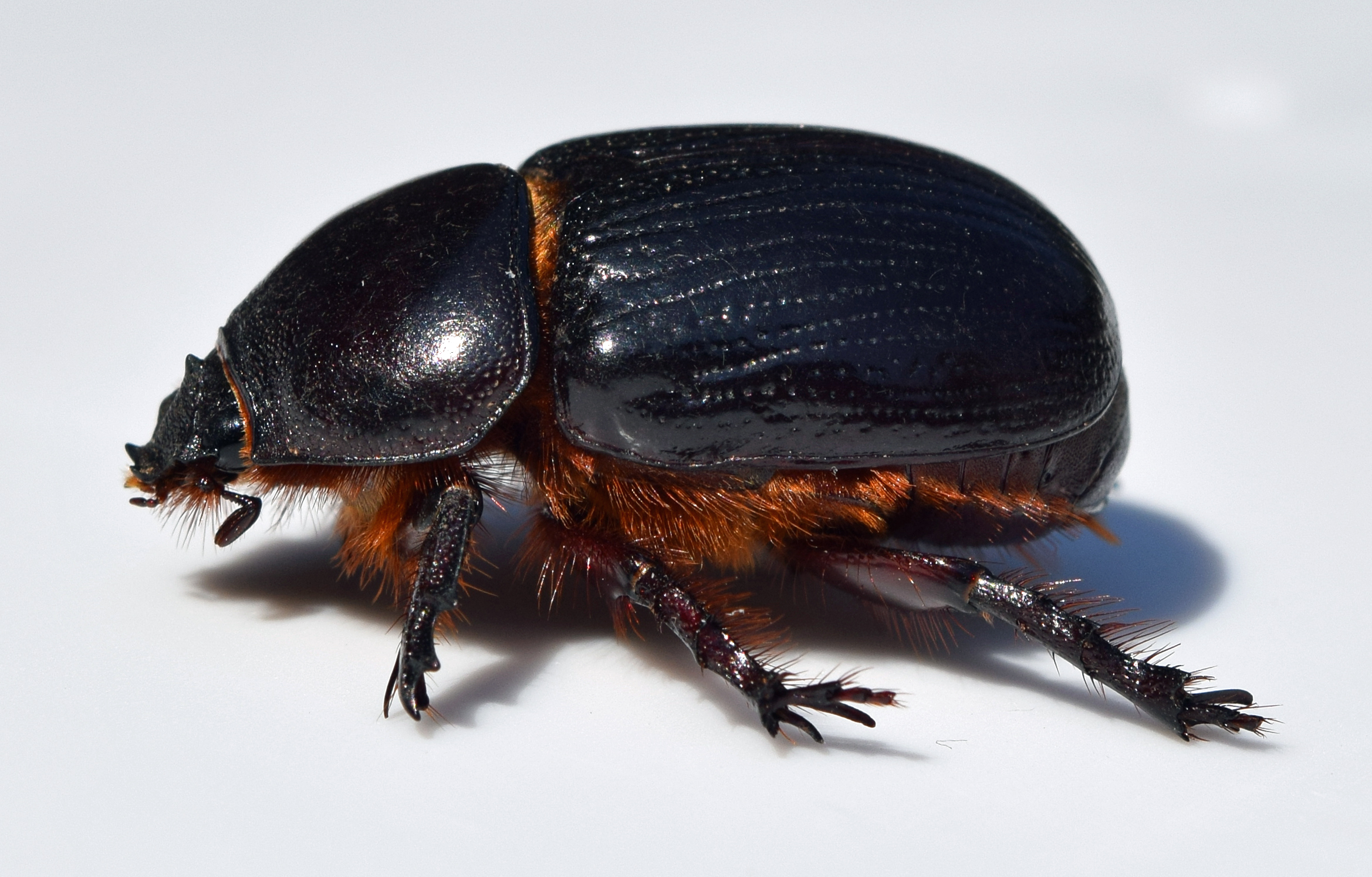
Samica Xyloryctes jamaicensis

Oryctini – plemię chrząszczy z rodziny poświętnikowatych i podrodziny rohatyńcowatych. Rozprzestrzenione kosmopolitycznie. W zapisie kopalnym znane od eocenu.

## Morfologia
Chrząszcze duże, zwykle ubarwione rudobrązowo, brązowo lub czarno. U samców, a czasem też u samic głowa i przedplecze zaopatrzone są w wyrostki (rogi) lub guzki. Ponadto zwykle u samic, a czasem u samców na przedpleczu obecne są dołkowate wgłębienia. Czułki mają trzy ostatnie człony uformowane w niewielkich rozmiarów buławkę. Oczy złożone podzielone występem policzka zwanym canthus. Narządy gębowe mają żuwaczki zawsze uzbrojone w ząbki lub boczne płaty. Przedpiersie ma duży, kolumnowaty wyrostek międzybiodrowy. Tylna para odnóży ma wierzchołek goleni ząbkowany i zaokrąglenie powykrawany. Stopy cechują się obecnością co najmniej trzech szczecinek na szczycie pazurków. Pazurki poszczególnych stóp są równych rozmiarów.
Larwami są pędraki o ciele wygiętym w kształt litery „C”. Ich szczęki mają żuwki zewnętrzną i wewnętrzną zrośnięte w malę. Na spodniej stronie żuwaczek leżą elementy aparatu strydulacyjnego.

## Rozprzestrzenienie
Plemię rozprzestrzenione jest kosmopolitycznie. W Nowym Świecie reprezentuje je 13 rodzajów. W Europie Środkowej występuje tylko rodzaj Oryctes. W Polsce występuje tylko rohatyniec nosorożec, przy czym ograniczony jest on w tym kraju do składowisk materiałów roślinnych, jak kompostownie i przytartaczne wysypiska trocin.

## Taksonomia i ewolucja
Takson ten wprowadził w 1842 roku Étienne Mulsant pod nazwą Oryctésaires. Obejmuje 26 rodzajów.
- Anomacaulus Fairmaire, 1878
- Blabephorus Fairmaire, 1898
- Calypsoryctes Howden, 1970
- Ceratoryctoderus Arrow, 1908
- Clyster Arrow, 1908
- Coelosis Hope, 1847
- Cyphonistes Burmeister, 1847
- Dichodontus Burmeister, 1847
- Dinoryctes Felsche, 1906
- Enema Hope, 1837
- Gibboryctes Endrödi, 1974
- Heterogomphus Burmeister, 1847
- Hispanioryctes Howden & Endrodi, 1978
- Hoploryctoderus Prell, 1933
- Irazua Ratcliffe, 2003
- Licnostrategus Prell, 1933
- Megaceras Hope, 1837
- Megaceropsis Dechambre, 1976
- Oryctes Illiger, 1798
- Podischnus Burmeister, 1847
- Scapanes Burmeister, 1847
- Strategus Kirby, 1828
- Tehuacania Endrödi, 1975
- Trichogomphus Burmeister, 1847
- Xenodorus Brême, 1844
- Xyloryctes Hope, 1837

W zapisie kopalnym chrząszcze te znane są od eocenu dzięki skamieniałościom Strategus cessatus.